# Mirna Šenjug
Mirna Šenjug, née le 18 février 1983, est une karatéka croate connue pour avoir remporté le titre de championne d'Europe en kata individuel féminin aux championnats d'Europe de karaté 2007 et 2008.

## Résultats
| Résultat | Date            | Épreuve         | Catégorie | Compétition                                  | Ville hôte               |
| -------- | --------------- | --------------- | --------- | -------------------------------------------- | ------------------------ |
| [ 1 ]    | Février 2001    | Kata individuel | Cadets    | Championnats d'Europe juniors et cadets 2001 | Nicosie, à Chypre        |
| [ 2 ]    | Février 2002    | Kata individuel | Juniors   | Championnats d'Europe juniors et cadets 2002 | Coblence, en Allemagne   |
| [ 3 ]    | Février 2003    | Kata individuel | Juniors   | Championnats d'Europe juniors et cadets 2003 | Wrocław, en Pologne      |
| [ 4 ]    | 24 octobre 2003 | Kata individuel | Juniors   | Championnats du monde juniors et cadets 2003 | Marseille, en France     |
| [ 5 ]    | 5 mai 2006      | Kata individuel | Seniors   | Championnats d'Europe 2006                   | Stavanger, en Norvège    |
| 7e place | Octobre 2006    | Kata individuel | Seniors   | Championnats du monde 2006                   | Tampere, en Finlande     |
| [ 7 ]    | 4 mai 2007      | Kata individuel | Seniors   | Championnats d'Europe 2007                   | Bratislava, en Slovaquie |
| [ 8 ]    | Mai 2008        | Kata individuel | Seniors   | Championnats d'Europe 2008                   | Tallinn, en Estonie      |